# 淺間神社 (笛吹市)
35°38′52″N 138°41′51″E / 35.647758°N 138.697442°E
淺間神社（日语：／ Asama-Jinja */?）是日本山梨縣笛吹市一宮町一宮的一座神社，社格是名神大社（論社）、甲斐國一宮、國幣中社和別表神社，主祭神是木花開耶姬命，神宮寺是已荒廢的原甲斐國三十三觀音巡禮的第24號札所，本地佛是盧舍那佛，氏子數目是663戶7,000人，為日本遺產「由葡萄畑編織而成的風景～山梨縣峽東地域～」的組成部分之一。社藏紺紙金泥般若心經以及攝社山宮神社本殿分別在1905年4月4日和1907年8月28日獲指定為重要文化財，社藏「太刀 銘 國次」和「太刀　銘一德齊助」分別在1965年5月13日和1972年1月27日獲指定為山梨縣指定有形文化財，一宮淺間神社的夫婦梅則在1960年11月7日獲指定為山梨縣指定天然紀念物。此外，「神社拜殿 附舊材一枚」和武田信玄公和歌短冊是笛吹市指定有形文化財，攝社山宮神社的夫婦杉則是笛吹市指定天然紀念物。另外，山宮神社鳥居前方原本有稱為御供田的農田，由36塊面積約1坪（約3.31平方）的梯田組成，曾經收穫約3俵米，並且作為祭品獻給神明，現在是果樹田，御供田在1960年時曾經獲指定為山梨縣有形民俗文化財，不過已經被除名。

## 歷史

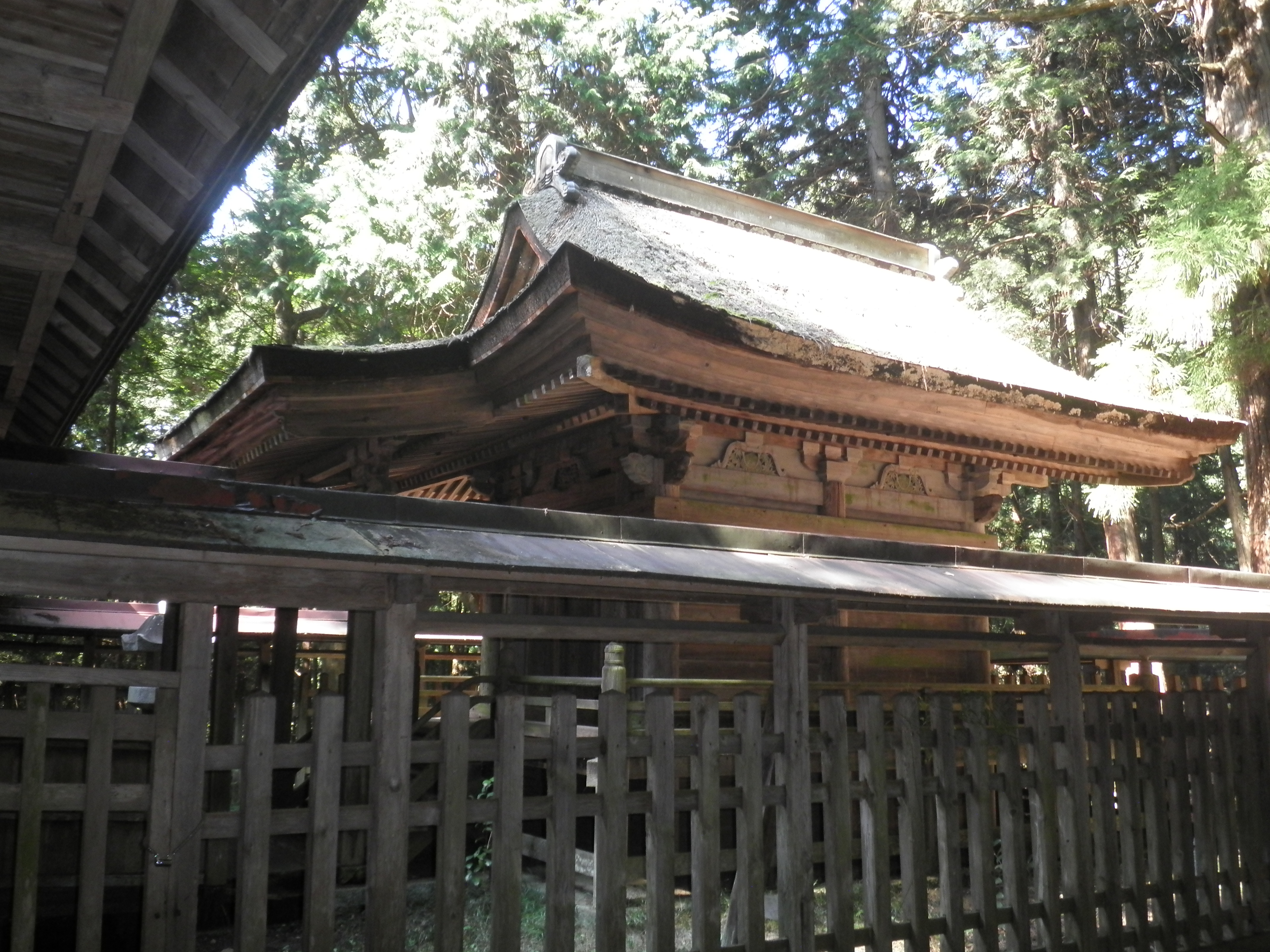
山宮神社

根據神社官方說法，神社始於垂仁天皇8年（前22年）正月，當時神社鎮座於神山，即現在攝社山宮神社的所在地。富士山大爆發翌年的貞觀8年12月9日（867年1月18日）遷座至現在山宮神社東南約兩公里的現址。不過根據《日本三代實錄》同日條記載，清和天皇雖然下令在八代郡建立淺間明神祠，並且列為官社，由伴真貞擔任祝，但是在12月20日（1月29日）條則同樣記載於山梨郡建立淺間明神祠，《日本歷史地名大系》認為神社是後者，關於遷座的理由，推測是由於富士山大爆發重創甲斐國，甲斐國方面認為這是駿河國淺間明神的祝和禰宜祈禱不力所致，促使在甲斐國也建立了淺間神社。

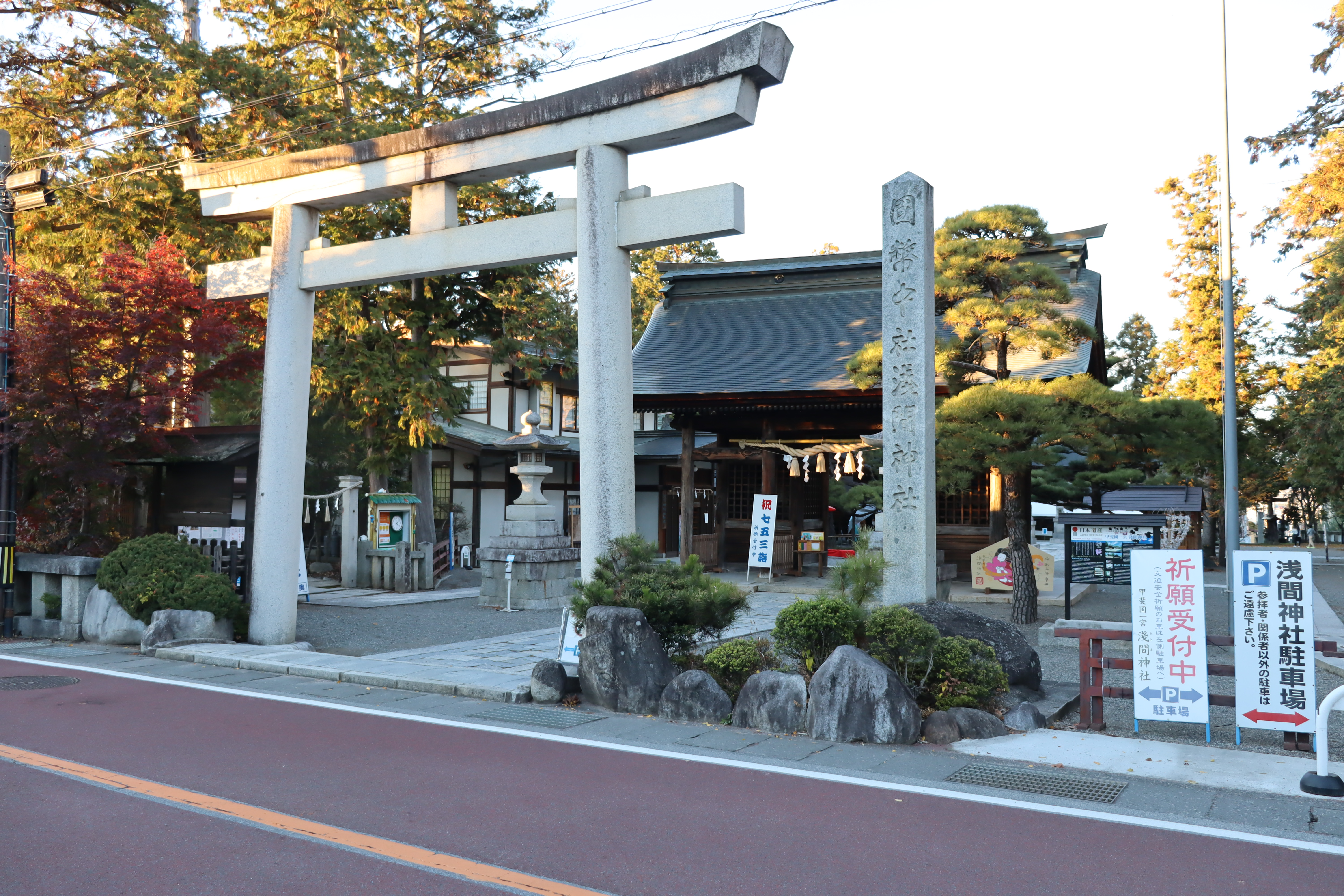
正面鳥居

《日本三代實錄》的記載也引起哪一座神社才是式內社或一宮的爭論，除此神社外，河口淺間神社和一宮淺間神社均是名神大社的論社，《甲斐國志》、《神社覈錄》和《大日本史》均以河口淺間神社在郡境變更前屬於八代郡為由，認為河口淺間神社才是名神大社，《大日本史》同時指出由於淺間神社在郡境變更前位於山梨郡，因此不是官社。《特選神名牒》雖然批評《甲斐國志》的說法，指出原本屬於八代郡，現在屬於都留郡的說法詳情不明，但是同樣指出淺間神社與山梨郡的淺間明神為同一神社，因此應該在河口淺間神社或一宮淺間神社兩者之間探討哪一座神社才是式內社，《甲斐國古社史考》則視淺間神社為國史見在社，河口淺間神社為式內社，一宮淺間神社為論社。另一方面，《式內社調查報告》主張由於沒有確實的證據證明當時河口淺間神社位於八代郡內，同時也沒有史料可以證明當時淺間神社位於山梨郡內，因此理應視淺間神社自當初便位於八代郡內，其次淺間神社附近以前是採用條里制的重要地區，也就是說鄰近於國府，相對地較大可能存在名神大社，其三由於中尾（現笛吹市一宮町中尾）有與郡家有關的地名正祝屋敷，淺間神社則正好位於其南面，符合《日本三代實錄》中「郡家以南作建神宮」的記載，其四甲斐國唯一的名神大社不可能太過遠離國府或位於考古學上文化水平較低的地區，加上淺間神社內建有真貞社，因此主張視淺間神社為式內社。此外，位於甲府市青沼的淺間神社也被視為名神大社的論社之一。

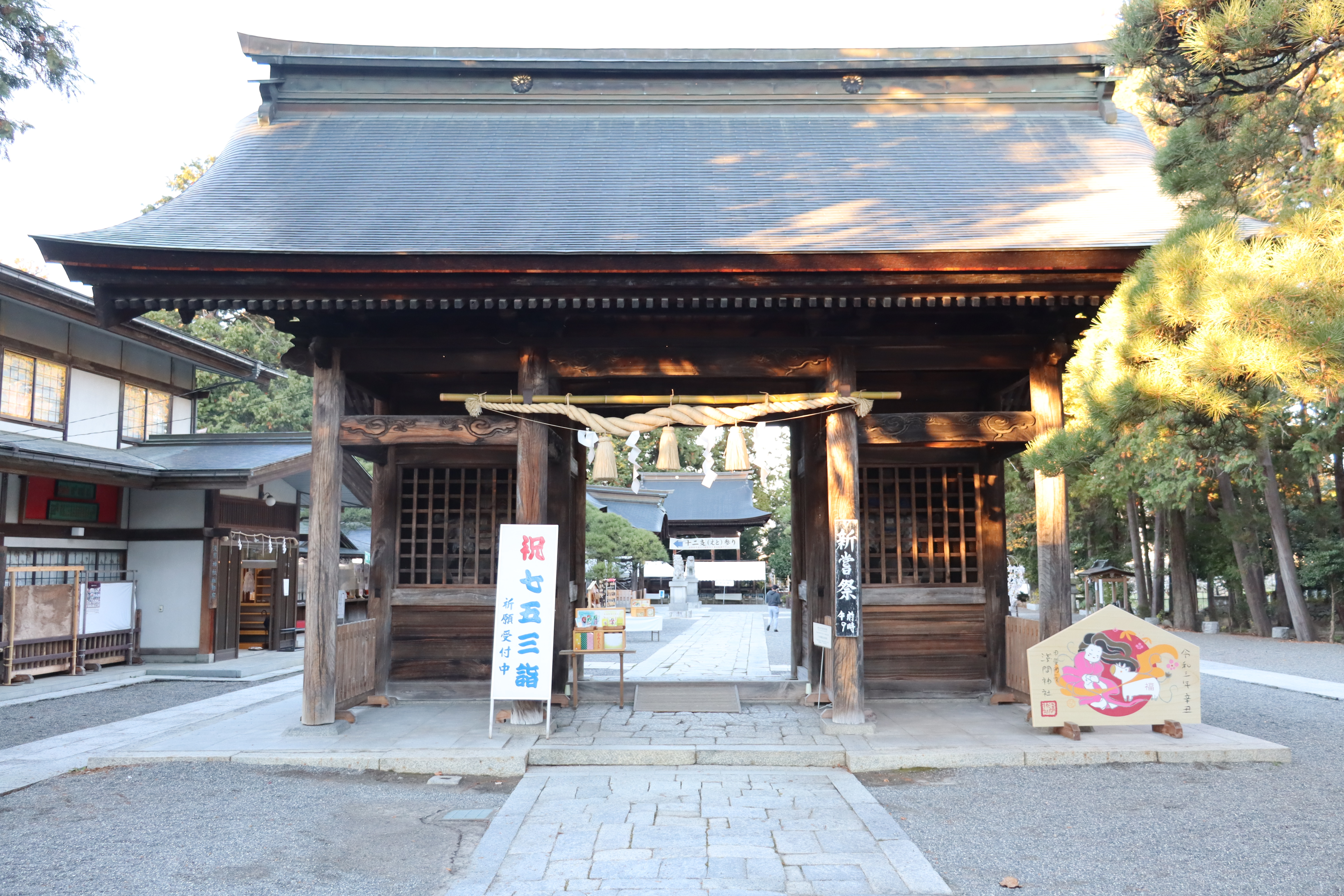
隨神門

至於一宮方面，《式內社調查報告》指出由於長昌寺藏有明應年間（1492年至1501年）奧書的大般若經等史料也顯示一宮為淺間神社，因此不應視河口淺間神社為一宮，加上一宮淺間神社是市川鄉的一宮，因此應視甲斐國一宮為淺間神社。與此同時，關於淺間神社的一宮記載最早見於《吾妻鏡》寬元4年3月20日（1246年4月7日）條，不過沒有提到神社名稱，僅記載為「甲斐國一宮」，同時記載神社名稱和一宮的相關史料則有社藏天文20年2月5日（1551年3月12日）的《武田晴信判物》，而在戰國時代時全部致函至神社的書信均沒有使用「淺間」，而是使用「甲州一宮」、「甲州第一宮」、「甲州鎮守第一宮」或「一宮」等一宮相關稱呼，相對地河口淺間神社從未使用過一宮的稱呼，至於一宮淺間神社，根據永祿4年（1561年）府中八幡宮的勤番番帳的第45號，記載道「市川一宮的禰宜」（市川一宮の禰き），因此是市川鄉一宮。《日本眾神—神社與聖地》也提到一宮淺間神社為市川鄉一宮，否定其為甲斐國一宮的主張。除此以外，《日本大百科全書》、《My pedia》和《國史大辭典》均視淺間神社為名神大社及一宮，《日本國語大辭典》和《大辭泉》則視淺間神社為一宮，《甲斐國社記寺記》記載有一宮稱號的神社則尚有一宮加茂大明神（現身延町的一宮賀茂神社）和一宮大明神（現上野原市的一宮神社），此外《山梨縣神社誌》尚記載了一宮（現大月市的一宮神社）。

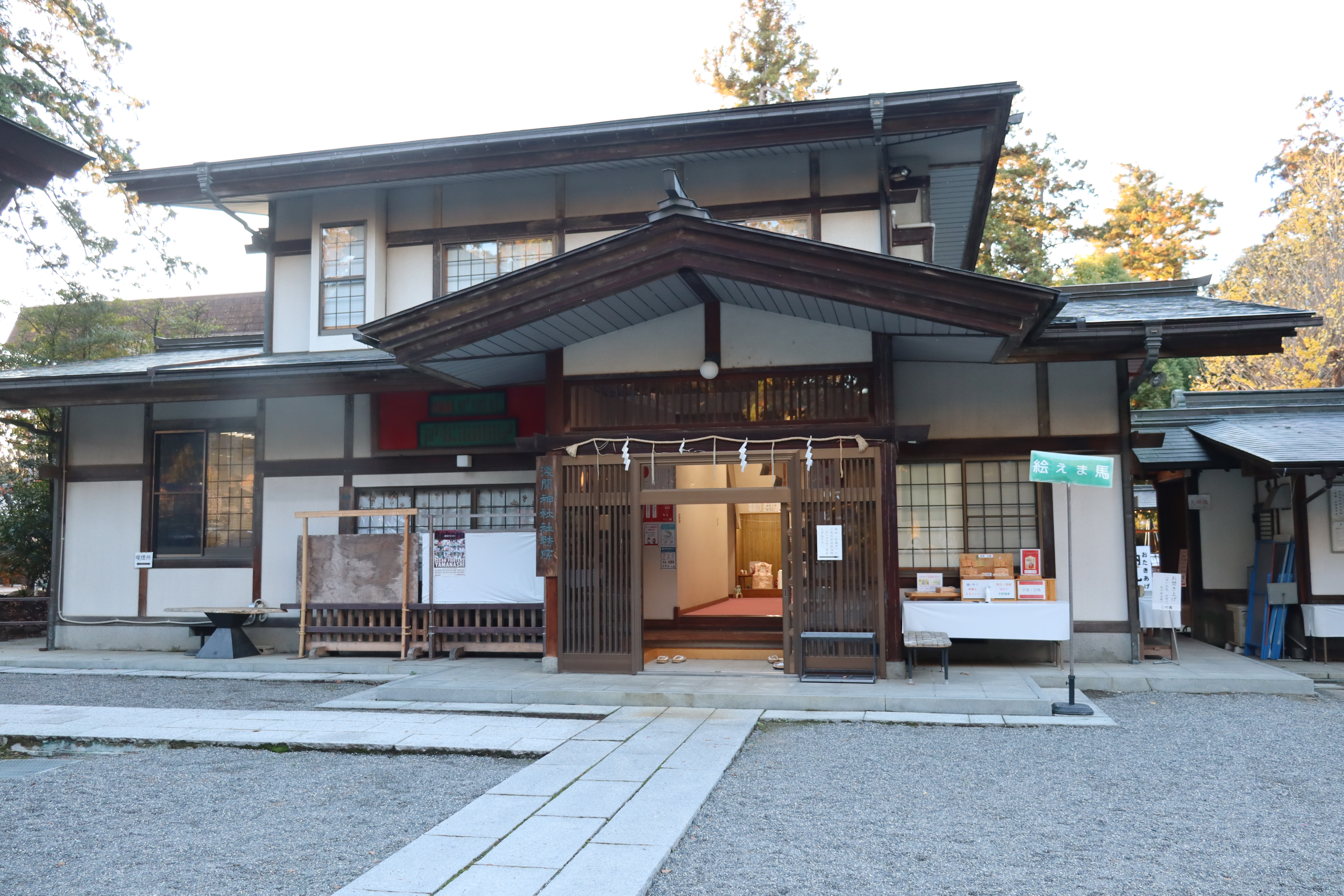
社務所

根據《甲斐國志》記載，神社的社殿在建久5年（1194年）由鎌倉幕府修建而成，同年11月27日（1195年1月10日），源賴朝宣佈修復鄰近令制國的一宮以及國分寺，神社也被認為是其中之一。進入戰國時代後，神社與二宮美和神社、三宮玉諸神社見於《向嶽寺文書》中的某年2月7日《楠浦昌勝書狀》，反映神社在當時已經是甲斐國內的有力神社。天文20年2月5日（1551年3月12日），根據收錄於《淺間神社文書》中的《武田晴信判物》記載，晴信在天文19年閏5月23日（1550年7月7日）消滅小笠原長時；此前為了祈求能夠佔領信府，他表示如果成功便會寄進社領至神社。最終晴信寄進一宮鄉荒間（現笛吹市一宮町一宮和新卷）20貫文至神社，弘治2年1月3日（1556年2月13日）又因為達成在天文16年（1547年）時的祈願而將信濃摩郡小松鄉（現長野縣松本市）的10貫文寄進至神社。翌年12月2日（1557年12月22日），晴信向神社下令興建社壇、每天要打掃境內兩次，神官以及社家在每年冬夏的御幸祭以及新年時均需要前往武田氏館作問候。永祿3年8月25日（1560年9月15日），根據收錄於《甲州古文書》中的《武田信玄社中條目寫》記載，神社與二宮、三宮、林部宮、武田八幡宮、窪八幡神社、石和八幡的三八幡、熊野神社、市川三鄉町（三珠町）的御崎神社以及西郡的三輪神社獲免去至府中八幡神社的參勤。

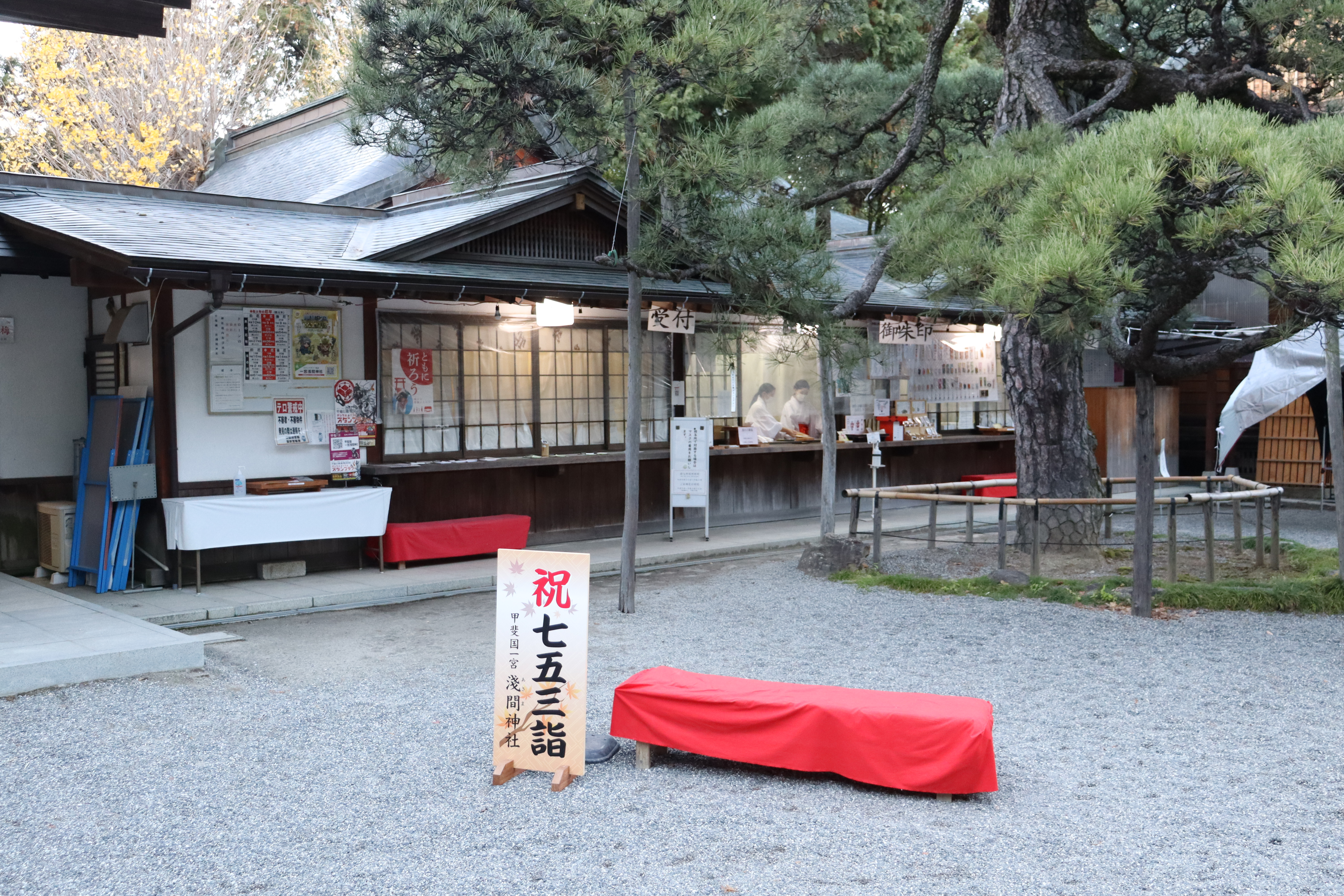
授與所

永祿10年（1567年），武田信玄監禁其子武田義信，導致武田氏家中有所動搖，為了重新團結眾人以及加強對信玄的忠誠，在信玄向甲斐和信濃的家臣提出的《生島足島神社起請文》中，神社也與二宮、三宮作為保證誓言的神而記載於起請文內。元龜3年3月5日（1572年4月17日），根據收錄於《甲州古文書》內的《武田家印判狀》記載，神社獲寄進駿河國富士郡押出村（現靜岡縣富士宮市下柚野字押出）的15貫文。天正4年7月13日（1576年8月7日），神社獲武田勝賴保證保護神主的森林，同時獲准用於興建神社建築，天正9年6月12日（1581年7月12日）又獲免去52名社家眾的普請役，勝賴亦下令其祈求國家安全以及打掃神社等事項。武田氏在天正10年（1582年）3月滅亡後，根據社藏《德川家康判物寫》記載，入主甲斐的德川家康在同年10月22日（11月17日）寄進200貫文至神社，免去神主等人的諸役，同時安堵神社森林，豁免其採伐等事項。天正17年（1589年），根據社藏《德川家奉行連署判物》記載，在伊奈忠次實施五國惣檢地後，神社在同年11月23日（12月30日）獲安堵一宮鄉650俵一斗二升的社領以及山手錢，慶長8年（1603年）時獲安堵一宮村234石二斗以及屋敷2079坪（約6872.73平方），其後均獲歷代江戶幕府將軍安堵。慶長11年（1606年），根據《淺間神社文書》記載，德川四奉行聯署下達禁制，加強對神社的保護，翌年又大規模興建社殿，根據慶長19年12月19日（1615年1月18日）的《嶋田直時等連署証文》記載，神社與二宮、三宮、神座山（現檜峰神社）、八幡、窪八幡神社的社家一同謁見家康。明治4年5月14日（1871年7月1日），根據太政官布告第二百三十五號「官社以下定額及神官職員規則等」，神社獲指定為國幣中社，現在是神社本廳的別表神社。2017年，神社在初詣時的參拜人數是約四萬人，與北口本宮富士淺間神社在山梨縣內排在第五位。

## 祭神和建築
- 七社
- 神明社
- 護國社
- 境外末社天神社

神社的主祭神是木花開耶姬命，為山火鎮護、農業和釀酒的守護神，也保祐婚姻、求子和母子平安，《式內社調查報告》認為配神是天彥火瓊瓊杵尊和大山祇神，《日本眾神—神社與聖地》則認為大山祇神是攝社山宮神社的主祭神，瓊瓊杵尊為配神，神社官方則稱兩神是山宮神社的祭神。神社官方稱境內面積達3395坪（約11223.14平方），《式內社調查報告》則指出原本神社境內佔地3534坪（約11682.64平方），明治時是3395坪，現在是3655坪（約12082.64平方），《山梨百科事典》則記載是11,204平方米，飛地山宮神社則是233坪（約770.25平方）。神社建築方面，首先本殿建於寶永3年（1706年），根據《式內社調查報告》記載是堂社造，檜皮葺屋頂，長3.39間（約6.16），正面寬3.3間（約6），屋頂在寶永4年（1707年）和文化8年（1811年）時曾經進行修葺，而大床和玉垣也同樣在文化8年時經過修葺，現在為入母屋造向拜銅板屋頂，其次拜殿正面寬8.4間（約15.27），長4.4間（約8），原本也是檜皮葺屋頂，建於寬文12年（1682年），現在是入母屋唐破風向拜造銅板屋頂，其三渡廊建於寬政元年（1789年），正面寬1.44間（約2.62），長6.22間（約11.31），神社稱其為幣殿，神樂殿則建於1903年，正面寬3.3間（約6），長2間（約3.64），另外也有隨神門和社務所等神社建築。此外，根據《式內社調查報告》記載，山宮神社本殿正面寬1.4間（約2.55），長1.3間（約2.36），拜殿正面寬7間（約12.73），長3間（約5.45），笛吹市則指其梁間的正面是一間，背面為二間（2.64米），桁行是二間（1.55米），隅木入春日造，檜皮葺屋頂，建於永祿元年（1558年）11月。境內末社有七社、神明社、真貞社和護國社，七社的祭神是雨降大神、道祖神、稻荷大神、金刀比羅大神、六所大神、加具土大神和天滿宮，創建時期不詳，在2003年改建而成，其餘三社的祭神分別是天照皇大神、社家祖先伴真貞以及一宮町英靈458人。境外神社除了山宮神社，尚有天神社。

## 祭事
神社的主要祭事有攝社山宮神社的山宮神幸祭以及大神幸祭。首先，山宮神幸祭最初是在陰曆3月初午舉行，現在則是3月15日前的星期日，在過去需要進行齋戒，根據寶曆12年的《年中行事帳》2月午日條記載，當時從2月午日起直至3月初午，為期24日內，均禁止造家、普請、用釘和灸等等，氏子的話則是12日，也不得接穗和種樹，而按《甲斐國志》記載，心存敬畏的村人在祭事當天也不會外出，如果碰巧遇上神輿的話則進行跪拜，另外在25日內也禁止造家、結繩、種樹和灸治等，違者在午日必將受災。根據《式內社調查報告》記載，祭事當天先奉奏神樂，然後才前往山宮神社，途中在小字石的御諚河原堤防上祈求能夠防洪，抵達神社後則進行養蠶祈禱，與此同時笛吹市觀光聯盟指出山宮神幸祭是木花開耶姬命為迎接大神幸祭而重返山宮神社養精蓄鋭，渡御則由山宮神社所在的石地區的民眾負責，淺間神社則奉納神樂，當天一宮町的小學和中學亦放假，御旅所是櫃飯神社。
其次，大神幸祭又稱為川除祭，相對於甲西町（現南阿爾卑斯市）的神部神社的「西御幸」，神社的大神幸祭也稱為「東御幸」，有甲斐國第一大祭的稱呼，甲州三大御幸祭之一，為祈求遠離水難事故的祭事，最初由神社與二宮、三宮一同渡御至巨摩郡龍王村（現甲斐市龍王）的三社神社後一起舉行。根據神社說法，大神幸祭起源自天長2年（825年），而史料上能夠確認的則是弘治3年12月2日（1557年12月22日）的《武田晴信判物》，另外《日本眾神—神社與聖地》指出由於三社神社的所在地信玄堤據稱建於永祿2年（1559年），因此推測祭事是永祿年間或以後才開始舉行，過去是在陰曆4月第二個亥日舉行，稱為夏御幸，現在則是在4月15日舉行。明治3年（1870年）由於「騷擾」而分開舉行，全長約24公里，途徑石和町（現笛吹市石和町各町）和甲府市，最初御旅所設於甲斐奈神社，後來改為石和的八幡神社，在江戶時代為止則在進入甲府後於一蓮寺南方門前設置棧敷，三社一同將神符授予勤番支配，勤番支配則與與力、同心穿上正裝，並且獻上祭祀費用，《日本歷史地名大系》則稱費用是來自三郡百姓的貢納，江戶時代之後也曾經作為公祭，在山梨縣廳的正門前停下神輿，讓山梨縣知事本人或其代表進行參拜。渡御全程由穿上長襦袢，並且臉塗胭紅和白粉的女裝男性抬起神輿，並且發出「在那裡在那裡」（ソコダイソコダイ）的呼喊聲。在到達三社神社後，先將神輿安置於拜殿，然後請出神體，並且將神饌和玉石放在三方上供奉，在玉串拜禮結束後拿走玉石，便前往設於信玄堤上的川除祭場，在修祓後由宮司獻上希望這道堤防不會崩決的祝詞，然後將寫有水神的小石扔至河川敷，由於小石在養蠶年代被視為有利益，人們均爭先恐後地去拾取小石，現在人們則在河川敷等候扔石，在爭奪過後作為護身符拿回家。其後，眾人抬起神輿，並且返回神社。此外，在以前的11月第二個亥日也會舉行同樣祈求遠離水難事故的冬御幸，目的地則是巨摩郡上石田村的三社明神（現甲府市上石田的三社諏訪神社），該地為荒川、貢川和相川的交匯點，平山優和堀內真認為這是武田信玄在釜無川展開治水工程前的祭祀形態，冬御幸在1873年11月由三社聯合向山梨縣權令提出休祭，翌年冬天正式中止舉行。當時大神幸祭的情況則可見於社藏的《大神幸祭寶曆繪卷》。2003年，三社又重新合辦祭事，不過由於交通問題，現在神社的神輿以及相關人士均是坐車前往信玄堤後再舉行祭事。
| 每月 | 本社月次祭（每月1日） 山宮神社月次祭（除了3月和4月外，每月15日）               |
| 1月  | 歲旦祭（1月1日） 元始祭（1月3日） 境外末社天神祭                               |
| 2月  | 追儺祭（節分祭，2月3日） 建國祭（2月11日） 祈年祭（2月17日） 天長祭（2月23日） |
| 3月  | 山宮神幸祭、講社祭（3月15日前的星期日）                                        |
| 4月  | 例大祭、大神幸祭（4月15日） 昭和祭（4月29日）                                  |
| 5月  | —                                                                              |
| 6月  | 梅折枝神事（陰曆4月第二個亥日） 御田植祭（6月17日） 夏越大祓（6月30日）        |
| 7月  | 七夕祭（7月7日） 桃祭                                                          |
| 8月  | 護國社報恩感謝祭                                                               |
| 9月  | 秋分祭                                                                         |
| 10月 | 護國社例祭 秋季例祭（10月17日）                                                |
| 11月 | 七五三祝祭（11月15日） 新嘗祭（新穀感謝祭，11月23日）                          |
| 12月 | 真貞社祭（12月9日） 師走大祓、除夜祭（12月31日）                               |

### 註解
1. ↑  《國史大辭典》稱是峯城山[12]。
2. ↑  《中世諸國一宮制的基礎研究》記載為11月的第一個亥日[19]。

## 外部連結
- . 淺間神社 （日语）.
- . 笛吹市 （日语）.
- . 山梨縣神社廳 （日语）.
- . 全國一之宮巡拜會 （日语）.
- YouTube上的
- YouTube上的